# Bertalan Bicskei
Bertalan Bicskei (Budapest, 17 settembre 1944 – 16 luglio 2011) è stato un allenatore di calcio e calciatore ungherese, di ruolo portiere.

## Palmarès

### Giocatore
- Oro olimpico: 1

Città del Messico 1968

### Allenatore
- Campionato ungherese: 1

Honvéd: 1987-1988
- Campionato sudcoreano: 1

Busan IPark: 1991